# Thermodesulfatator indicus
Thermodesulfatator indicus es una bacteria gramnegativa del género Thermodesulfatator. Fue descrita en el año 2004, es la especie tipo. Su etimología hace referencia al Océano Índico. Es anaerobia estricta, móvil por flagelo polar, quimiolitoautótrofa. Las células miden 0,4-0,5 μm de ancho por 0,8-1 μm de largo. Temperatura de crecimiento entre 55-80 °C, óptima de 70 °C. Utiliza hidrógeno como donador de electrones y sulfato como aceptor. Sensible a ampicilina, cloranfenicol y rifampicina. Resistente a tetraciclina, estreptomicina, penicilina y kanamicina. Tiene un genoma de 2,3 Mpb y un contenido de G+C de 46%. Se ha aislado de fuentes hidrotermales en el Océano Índico. 